# Ferdinand Coly
Ferdinand Coly (Dakar, 10 settembre 1973) è un ex calciatore senegalese, di ruolo terzino destro.
Possiede il passaporto francese.

## Caratteristiche tecniche
Cresciuto calcisticamente in Francia, il suo ruolo d'elezione era difensore esterno di fascia, prevalentemente destra.

## Carriera

### Club
Fino al 1990 gioca in Serie D e studia, diplomandosi in ragioneria. Si iscrive all'università nella facoltà di psicologia, ma abbandona gli studi perché intanto la sua squadra, il Poitiers, è stata promossa in Serie C. Ottiene poi anche la promozione in Serie B. Successivamente passa allo Châteauroux, dove gioca 2 stagioni in Ligue 2 e una in Ligue 1. Sigla la sua prima rete della stagione 1997-1998 contro il Metz (1-2) e in seguito decide la partita casalinga contro il Rennes firmando l'1-0. Nella stagione seguente realizza il suo primo gol contro il Beauvais (2-2).
Nel 1999 è acquistato dal Lens, dove resta fino al gennaio 2003, quando si accasa al Birmingham City. A fine stagione rientra in Francia e viene acquistato dal Perugia. In Umbria gioca una stagione in Serie A, con 11 presenze, ma arriva subito la retrocessione. Nel 2004-2005 ha collezionato 29 partite e 2 gol, raggiungendo con la sua squadra lo spareggio per la promozione contro il Torino (vittoria dei piemontesi). Questo giocatore è nel team del procuratore Christian Payan.
Dal 2005 al 2008 è stato in forza al Parma. Ha segnato il suo primo goal in Serie A in Atalanta-Parma (1-1) dell'11 marzo 2007.

### Nazionale
Ha fatto parte della nazionale senegalese dal 2000 al 2007, prendendo parte ad un'edizione della Coppa del Mondo e a tre edizioni della Coppa d'Africa con 44 presenze complessive.

## Statistiche
Statistiche aggiornate al termine della carriera.

### Presenze e reti nei club
| Stagione              | Squadra               | Campionato            | Campionato | Campionato | Coppe nazionali | Coppe nazionali | Coppe nazionali | Coppe continentali | Coppe continentali | Coppe continentali | Altre coppe | Altre coppe | Altre coppe | Totale | Totale | Totale |
| Stagione              | Squadra               | Comp                  | Pres       | Reti       | Comp            | Pres            | Reti            | Comp               | Pres               | Reti               | Comp        | Pres        | Reti        | Pres   | Reti   |        |
| --------------------- | --------------------- | --------------------- | ---------- | ---------- | --------------- | --------------- | --------------- | ------------------ | ------------------ | ------------------ | ----------- | ----------- | ----------- | ------ | ------ | ------ |
| 1993-1994             | FC Libourne           | N2                    | 29         | 0          | CF              | ?               | ?               | -                  | -                  | -                  | -           | -           | -           | 29+    | 0+     |        |
| 1994-1995             | Stade Poitevin        | LNA                   | 28         | 2          | CF              | 3               | 0               | -                  | -                  | -                  | -           | -           | -           | 31     | 2      |        |
| 1995-1996             | Stade Poitevin        | D2                    | 38         | 2          | CF+CdL          | 1+1             | 0               | -                  | -                  | -                  | -           | -           | -           | 40     | 2      |        |
| Totale Stade Poitevin | Totale Stade Poitevin | Totale Stade Poitevin | 66         | 4          |                 | 5               | 0               |                    | -                  | -                  |             | -           | -           | 71     | 4      |        |
| 1996-1997             | Châteauroux           | D2                    | 39         | 3          | CF+CdL          | 1+2             | 0               | -                  | -                  | -                  | -           | -           | -           | 42     | 3      |        |
| 1997-1998             | Châteauroux           | D1                    | 19         | 3          | CF+CdL          | 0               | 0               | -                  | -                  | -                  | -           | -           | -           | 19     | 3      |        |
| 1998-1999             | Châteauroux           | D2                    | 33         | 2          | CF+CdL          | 1+2             | 0               | -                  | -                  | -                  | -           | -           | -           | 36     | 2      |        |
| Totale Châteauroux    | Totale Châteauroux    | Totale Châteauroux    | 91         | 8          |                 | 6               | 0               |                    | -                  | -                  |             | -           | -           | 97     | 8      |        |
| 1999-2000             | Lens                  | D1                    | 10         | 0          | CF+CdL          | 0               | 0               | CU                 | 2                  | 0                  | -           | -           | -           | 12     | 0      |        |
| 2000-2001             | Lens                  | D1                    | 28         | 1          | CF+CdL          | 0+2             | 0               | Int                | 2                  | 0                  | -           | -           | -           | 32     | 1      |        |
| 2001-2002             | Lens                  | D1                    | 26         | 1          | CF+CdL          | 1+1             | 0               | -                  | -                  | -                  | -           | -           | -           | 28     | 1      |        |
| lug.-dic. 2002        | Lens                  | D1                    | 10         | 0          | CF+CdL          | 0               | 0               | CU+CU              | 4+0                | 0                  | -           | -           | -           | 12     | 0      |        |
| Totale Lens           | Totale Lens           | Totale Lens           | 74         | 2          |                 | 4               | 0               |                    | 8                  | 0                  |             | -           | -           | 86     | 2      |        |
| gen.-giu. 2003        | Birmingham City       | PL                    | 1          | 0          | FACup+CdL       | 1+0             | 0               | -                  | -                  | -                  | -           | -           | -           | 2      | 0      |        |
| 2003-2004             | Perugia               | A                     | 11+2       | 0          | CI              | 4               | 2               | Int+CU             | 0                  | 0                  | -           | -           | -           | 17     | 2      |        |
| 2004-2005             | Perugia               | B                     | 30+2       | 2+0        | CI              | 0               | 0               | -                  | -                  | -                  | -           | -           | -           | 32     | 2      |        |
| Totale Perugia        | Totale Perugia        | Totale Perugia        | 45         | 2          |                 | 4               | 2               |                    | 0                  | 0                  |             | -           | -           | 49     | 4      |        |
| 2005-2006             | Parma                 | A                     | 8          | 0          | CI              | 1               | 0               | -                  | -                  | -                  | -           | -           | -           | 8      | 0      |        |
| 2006-2007             | Parma                 | A                     | 27         | 1          | CI              | 2               | 0               | CU                 | 6                  | 0                  | -           | -           | -           | 35     | 1      |        |
| 2007-2008             | Parma                 | A                     | 21         | 1          | CI              | 1               | 0               | -                  | -                  | -                  | -           | -           | -           | 22     | 1      |        |
| Totale Parma          | Totale Parma          | Totale Parma          | 56         | 2          |                 | 4               | 0               |                    | 6                  | 0                  |             | -           | -           | 66     | 2      |        |
| Totale carriera       | Totale carriera       | Totale carriera       | 362        | 18         |                 | 24+             | 2               |                    | 14                 | 0                  |             | -           | -           | 400+   | 20+    |        |

### Cronologia presenze e reti in nazionale
| Cronologia completa delle presenze e delle reti in nazionale ― Senegal | Cronologia completa delle presenze e delle reti in nazionale ― Senegal | Cronologia completa delle presenze e delle reti in nazionale ― Senegal | Cronologia completa delle presenze e delle reti in nazionale ― Senegal | Cronologia completa delle presenze e delle reti in nazionale ― Senegal | Cronologia completa delle presenze e delle reti in nazionale ― Senegal | Cronologia completa delle presenze e delle reti in nazionale ― Senegal | Cronologia completa delle presenze e delle reti in nazionale ― Senegal |
| Data                                                                   | Città                                                                  | In casa                                                                | Risultato                                                              | Ospiti                                                                 | Competizione                                                           | Reti                                                                   | Note                                                                   |
| ---------------------------------------------------------------------- | ---------------------------------------------------------------------- | ---------------------------------------------------------------------- | ---------------------------------------------------------------------- | ---------------------------------------------------------------------- | ---------------------------------------------------------------------- | ---------------------------------------------------------------------- | ---------------------------------------------------------------------- |
| 16-6-2000                                                              | Annaba                                                                 | Algeria                                                                | 1 – 1                                                                  | Senegal                                                                | Qual. Mondiali 2002                                                    | -                                                                      |                                                                        |
| 24-2-2001                                                              | Rabat                                                                  | Marocco                                                                | 0 – 0                                                                  | Senegal                                                                | Qual. Mondiali 2002                                                    | -                                                                      |                                                                        |
| 10-3-2001                                                              | Dakar                                                                  | Senegal                                                                | 4 – 0                                                                  | Namibia                                                                | Qual. Mondiali 2002                                                    | -                                                                      |                                                                        |
| 24-3-2001                                                              | Dakar                                                                  | Senegal                                                                | 3 – 0                                                                  | Uganda                                                                 | Qual. Mondiali 2002                                                    | -                                                                      |                                                                        |
| 21-4-2001                                                              | Dakar                                                                  | Senegal                                                                | 3 – 0                                                                  | Algeria                                                                | Qual. Mondiali 2002                                                    | -                                                                      | 26’                                                                    |
| 6-5-2001                                                               | Il Cairo                                                               | Egitto                                                                 | 1 – 0                                                                  | Senegal                                                                | Qual. Mondiali 2002                                                    | -                                                                      |                                                                        |
| 14-7-2001                                                              | Dakar                                                                  | Senegal                                                                | 1 – 0                                                                  | Marocco                                                                | Qual. Mondiali 2002                                                    | -                                                                      | 63’                                                                    |
| 8-11-2001                                                              | Jeonju                                                                 | Corea del Sud                                                          | 0 – 1                                                                  | Senegal                                                                | Amichevole                                                             | -                                                                      |                                                                        |
| 30-12-2001                                                             | Dakar                                                                  | Senegal                                                                | 1 – 0                                                                  | Algeria                                                                | Amichevole                                                             | -                                                                      |                                                                        |
| 20-1-2002                                                              | Bamako                                                                 | Egitto                                                                 | 0 – 1                                                                  | Senegal                                                                | Coppa d'Africa 2002 - 1º turno                                         | -                                                                      |                                                                        |
| 26-1-2002                                                              | Bamako                                                                 | Zambia                                                                 | 0 – 1                                                                  | Senegal                                                                | Coppa d'Africa 2002 - 1º turno                                         | -                                                                      |                                                                        |
| 4-2-2002                                                               | Bamako                                                                 | Senegal                                                                | 2 – 0                                                                  | RD del Congo                                                           | Coppa d'Africa 2002 - Quarti di finale                                 | -                                                                      |                                                                        |
| 7-2-2002                                                               | Bamako                                                                 | Nigeria                                                                | 2 – 1 dts                                                              | Senegal                                                                | Coppa d'Africa 2002 - Semifinale                                       | -                                                                      |                                                                        |
| 10-2-2002                                                              | Bamako                                                                 | Senegal                                                                | 0 – 0 dts (2 – 3 dtr)                                                  | Camerun                                                                | Coppa d'Africa 2002 - Finale                                           | -                                                                      | 36’                                                                    |
| 27-3-2002                                                              | Dakar                                                                  | Senegal                                                                | 2 – 1                                                                  | Bolivia                                                                | Amichevole                                                             | -                                                                      |                                                                        |
| 14-5-2002                                                              | Riyad                                                                  | Arabia Saudita                                                         | 3 – 2                                                                  | Senegal                                                                | Amichevole                                                             | -                                                                      | 71’                                                                    |
| 23-5-2002                                                              | Tottori                                                                | Senegal                                                                | 1 – 0                                                                  | Ecuador                                                                | Amichevole                                                             | -                                                                      |                                                                        |
| 31-5-2002                                                              | Seul                                                                   | Senegal                                                                | 1 – 0                                                                  | Francia                                                                | Mondiali 2002 - 1º turno                                               | -                                                                      |                                                                        |
| 6-6-2002                                                               | Taegu                                                                  | Senegal                                                                | 1 – 1                                                                  | Danimarca                                                              | Mondiali 2002 - 1º turno                                               | -                                                                      |                                                                        |
| 11-6-2002                                                              | Suwon                                                                  | Senegal                                                                | 3 – 3                                                                  | Uruguay                                                                | Mondiali 2002 - 1º turno                                               | -                                                                      | 39’ 63’                                                                |
| 16-6-2002                                                              | Ōita                                                                   | Svezia                                                                 | 1 – 2 gg                                                               | Senegal                                                                | Mondiali 2002 - Ottavi di finale                                       | -                                                                      | 73’                                                                    |
| 22-6-2002                                                              | Osaka                                                                  | Senegal                                                                | 0 – 1 gg                                                               | Turchia                                                                | Mondiali 2002 - Quarti di finale                                       | -                                                                      |                                                                        |
| 8-9-2002                                                               | Maseru                                                                 | Lesotho                                                                | 0 – 1                                                                  | Senegal                                                                | Qual. Coppa d'Africa 2004                                              | -                                                                      |                                                                        |
| 12-10-2002                                                             | Dakar                                                                  | Senegal                                                                | 2 – 2                                                                  | Nigeria                                                                | Amichevole                                                             | -                                                                      | Uscita                                                                 |
| 12-2-2003                                                              | Parigi                                                                 | Marocco                                                                | 1 – 0                                                                  | Senegal                                                                | Amichevole                                                             | -                                                                      | 23’ 46’                                                                |
| 30-3-2003                                                              | Banjul                                                                 | Gambia                                                                 | 0 – 0                                                                  | Senegal                                                                | Qual. Coppa d'Africa 2004                                              | -                                                                      |                                                                        |
| 30-4-2003                                                              | Gafsa                                                                  | Tunisia                                                                | 1 – 0                                                                  | Senegal                                                                | Amichevole                                                             | -                                                                      |                                                                        |
| 31-5-2003                                                              | Dakar                                                                  | Senegal                                                                | 2 – 1                                                                  | Capo Verde                                                             | Amichevole                                                             | -                                                                      | Uscita                                                                 |
| 7-6-2003                                                               | Dakar                                                                  | Senegal                                                                | 3 – 1                                                                  | Gambia                                                                 | Qual. Coppa d'Africa 2004                                              | -                                                                      |                                                                        |
| 14-6-2003                                                              | Dakar                                                                  | Senegal                                                                | 3 – 0                                                                  | Lesotho                                                                | Qual. Coppa d'Africa 2004                                              | -                                                                      |                                                                        |
| 15-11-2003                                                             | Dakar                                                                  | Senegal                                                                | 1 – 0                                                                  | Costa d'Avorio                                                         | Amichevole                                                             | -                                                                      | 30’                                                                    |
| 18-1-2004                                                              | Dakar                                                                  | Senegal                                                                | 2 – 1                                                                  | Sudafrica                                                              | Amichevole                                                             | -                                                                      | 82’                                                                    |
| 26-1-2004                                                              | Tunisi                                                                 | Senegal                                                                | 0 – 0                                                                  | Burkina Faso                                                           | Coppa d'Africa 2004 - 1º turno                                         | -                                                                      | 58’                                                                    |
| 5-6-2005                                                               | Brazzaville                                                            | Rep. del Congo                                                         | 0 – 0                                                                  | Senegal                                                                | Qual. Mondiali 2006                                                    | -                                                                      |                                                                        |
| 18-6-2005                                                              | Dakar                                                                  | Senegal                                                                | 2 – 2                                                                  | Togo                                                                   | Qual. Mondiali 2006                                                    | -                                                                      |                                                                        |
| 17-8-2005                                                              | Brentford                                                              | Senegal                                                                | 0 – 0                                                                  | Ghana                                                                  | Amichevole                                                             | -                                                                      | 46’                                                                    |
| 3-9-2005                                                               | Chililabombwe                                                          | Zambia                                                                 | 0 – 1                                                                  | Senegal                                                                | Qual. Mondiali 2006                                                    | -                                                                      |                                                                        |
| 14-1-2006                                                              | Dakar                                                                  | Senegal                                                                | 0 – 0                                                                  | RD del Congo                                                           | Amichevole                                                             | -                                                                      |                                                                        |
| 23-1-2006                                                              | Porto Said                                                             | Zimbabwe                                                               | 0 – 2                                                                  | Senegal                                                                | Coppa d'Africa 2006 - 1º turno                                         | -                                                                      |                                                                        |
| 27-1-2006                                                              | Porto Said                                                             | Ghana                                                                  | 0 – 1                                                                  | Senegal                                                                | Coppa d'Africa 2006 - 1º turno                                         | -                                                                      |                                                                        |
| 31-1-2006                                                              | Porto Said                                                             | Nigeria                                                                | 2 – 1                                                                  | Senegal                                                                | Coppa d'Africa 2006 - 1º turno                                         | -                                                                      | 68’                                                                    |
| 3-2-2006                                                               | Alessandria d'Egitto                                                   | Guinea                                                                 | 2 – 3                                                                  | Senegal                                                                | Coppa d'Africa 2006 - Quarti di finale                                 | -                                                                      | 39’                                                                    |
| 21-8-2007                                                              | Londra                                                                 | Ghana                                                                  | 1 – 1                                                                  | Senegal                                                                | Amichevole                                                             | -                                                                      | 46’                                                                    |
| 8-9-2007                                                               | Dakar                                                                  | Senegal                                                                | 5 – 1                                                                  | Burkina Faso                                                           | Qual. Coppa d'Africa 2008                                              | -                                                                      | 16’                                                                    |
| Totale                                                                 |                                                                        | Presenze                                                               | 44                                                                     |                                                                        | Reti                                                                   | 0                                                                      |                                                                        |